# Балтазар Марія де Мораїс Жуніор
Балтазар Марія де Мораїс Жуніор (порт. Baltazar Maria de Morais Júnior; нар. 17 липня 1959, Гоянія) — колишній бразильський футболіст, що грав на позиції нападника і став дуже популярним завдяки своїй здатності реалізації моментів, що дозволяло йому багато разів ставати найкращим бомбардиром у різних турнірах. У складі збірної Бразилії — володар Кубка Америки.

## Клубна кар'єра
У дорослому футболі дебютував 1978 року виступами за «Атлетіко Гояніенсе», у складі якого того ж року став найкращим бомбардиром чемпіонату штату Гоїя.
Своєю грою за цю команду привернув увагу представників тренерського штабу клубу «Греміо», до складу якого приєднався 1979 року. У першому ж сезоні Балтазар допоміг своєму клубу виграти чемпіонат штату Ріу-Гранді-ду-Сул, а 1980 року — став переможцем і найкращим бомбардиром чемпіонату штату, а також увійшов до символічної збірної чемпіонату Бразилії. 1981 року в другому фінальному матчі чемпіонату Бразилії, після поразки 2:1 в першому, Балтазар забив єдиний гол і приніс «Греміо» перше в історії національне чемпіонство. Того ж року Балтазар вдруге поспіль став найкращим бомбардиром чемпіонату штату. Всього відіграв за команду з Порту-Алегрі три сезони своєї ігрової кар'єри. Більшість часу, проведеного у складі «Греміо», був основним гравцем атакувальної ланки команди і одним з головних бомбардирів команди, маючи середню результативність на рівні 0,58 голу за гру першості.
1982 року Балтазар перебрався в «Палмейрас», але вже наступного року став гравцем «Фламенго», з яким в 1983 році вдруге в своїй кар'єрі виграв бразильський чемпіонат, забивши за сезон 13 голів в чемпіонаті, в тому числі і один у фіналі.
1984 року Балтазар ненадовго повернувся до «Палмейраса», після чого переїхав до «Ботафогу». В цій команді він став найкращим бомбардиром чемпіонату штату Ріо-де-Жанейро в 1984 році.
1985 року Балтазар став гравцем іспанської «Сельти», з якою в першому ж сезоні вилетів з Ла Ліги, проте бразильський форвард залишився в команді й у сезоні 1986/87 з 34 голами став найкращим бомбардиром Сегунди, допоміг команді виграти свою групу і повернутись в еліту, де провів з «Сельтою» ще один сезон.
Влітку 1988 року Балтазар став гравцем столичного «Атлетіко», в якому за перший сезон забив 35 голів в 36 матчів, здобувши другий трофей Пічічі за три роки, після чого Балтазар забив ще 18 голів в наступному сезоні. Тим не менше, після появи молодого форварда «матрасників» Маноло, 31-річний бразилець втратив місце в команді Томіслава Івича, зігравши за півроку лише в трьох матчах чемпіонату, і в листопаді 1990 року, підписав контракт з португальським «Порту», де грав до кінця сезону, здобувши кубок Португалії.
Влітку 1991 року став гравцем французького «Ренна», проте за підсумками сезону 1991/92 клуб вилетів Ліги 2 і незабаром Балтазар покинув клуб.
1993 року Балтазар повернувся в рідне місто і став гравцем «Гояса». 1994 року форвард став переможцем і найкращим бомбардиром чемпіонату штату Гоїя.
Завершив професійну ігрову кар'єру у японському клубі «Кіото Санга», якому 1995 року допоміг вийти в елітний дивізіон, забивши 28 голів в 27 матчах. У сезоні 1996 року, зігравши лише три матч і першому дивізіоні, Балтазар завершив ігрову кар'єру.

## Виступи за збірну
Виступав за молодіжну збірну Бразилії на чемпіонаті світу з футболу до 20 років у 1977 році.
27 серпня 1980 року дебютував в офіційних матчах у складі національної збірної Бразилії, вийшовши на заміну в товариській грі проти збірної Уругваю (1:0). Наступного року зіграв ще два матчі за збірну і забив один голу ворота збірної Іспанії.
Після восьмирічної перерви, 1989 року, Балтазар повернувся в збірну Бразилії і потрапив у заявку збірної на домашній Кубок Америки 1989 року. На турнірі був дублером пари Бебету —Ромаріу і зіграв лише в трьох матчах в груповому етапі — з Венесуелою, якій забив останній гол у матчі (3:1), Перу (0:0) і Колумбії (0:0). Після завершення розіграшу Кубка Америки більше до складу збірної не викликався.
Протягом кар'єри у національній команді всього провів у формі головної команди країни лише 6 матчів, забивши 2 голи.

## Статистика

### Клубна
| Чемпіонат  | Чемпіонат     | Чемпіонат             | Ліга | Ліга |
| Сезон      | Клуб          | Ліга                  | Ігри | Голи |
| Бразилія   | Бразилія      | Бразилія              | Ліга | Ліга |
| ---------- | ------------- | --------------------- | ---- | ---- |
| 1979       | «Греміо»      | Серія A               | 16   | 10   |
| 1980       | «Греміо»      | Серія A               | 18   | 14   |
| 1981       | «Греміо»      | Серія A               | 21   | 10   |
| 1982       | «Греміо»      | Серія A               | 23   | 12   |
| 1983       | «Фламенго»    | Серія A               | 26   | 13   |
| 1984       | «Палмейрас»   | Серія A               | 11   | 2    |
| 1984       | «Ботафогу»    | Серія A               | 0    | 0    |
| 1985       | «Ботафогу»    | Серія A               | 18   | 1    |
| Іспанія    | Іспанія       | Іспанія               | Ліга | Ліга |
| 1985/86    | «Сельта»      | Ла Ліга               | 32   | 6    |
| 1986/87    | «Сельта»      | Сегунда Дивізіон (ІІ) | 44   | 34   |
| 1987/88    | «Сельта»      | Ла Ліга               | 16   | 7    |
| 1988/89    | «Атлетіко»    | Ла Ліга               | 36   | 35   |
| 1989/90    | «Атлетіко»    | Ла Ліга               | 38   | 18   |
| 1990/91    | «Атлетіко»    | Ла Ліга               | 3    | 0    |
| Португалія | Португалія    | Португалія            | Ліга | Ліга |
| 1990/91    | «Порту»       | Прімейра-Ліга         | 19   | 2    |
| Франція    | Франція       | Франція               | Ліга | Ліга |
| 1991/92    | «Ренн»        | Дивізіон 1            | 34   | 6    |
| 1992/93    | «Ренн»        | Дивізіон 2 (ІІ)       | 0    | 0    |
| Бразилія   | Бразилія      | Бразилія              | Ліга | Ліга |
| 1993       | «Гояс»        | Серія A               | ?    | ?    |
| 1994       | «Гояс»        | Серія B (ІІ)          | ?    | 8    |
| Японія     | Японія        | Японія                | Ліга | Ліга |
| 1995       | «Кіото Санга» | Футбольна ліга (ІІ)   | 27   | 28   |
| 1996       | «Кіото Санга» | Джей-ліга 1           | 3    | 0    |
| Країна     | Бразилія      | Бразилія              | 133  | 62   |
| Країна     | Іспанія       | Іспанія               | 169  | 100  |
| Країна     | Португалія    | Португалія            | 19   | 2    |
| Країна     | Франція       | Франція               | 34   | 6    |
| Країна     | Японія        | Японія                | 30   | 28   |
| Всього     | Всього        | Всього                | 385  | 198  |

### Збірна
| Збірна Бразилії | Збірна Бразилії | Збірна Бразилії |
| Роки            | Ігри            | Голи            |
| --------------- | --------------- | --------------- |
| 1980            | 1               | 0               |
| 1981            | 2               | 1               |
| 1989            | 3               | 1               |
| Всього          | 6               | 2               |

## Титули і досягнення

### Клубні
- Чемпіон штату Ріу-Гранді-ду-Сул: 1979, 1980
- Чемпіон Бразилії: 1981, 1983
- Володар Кубка Америки: 1989
- Володар Кубка Португалії: 1991
- Чемпіон штату Гоїя: 1994

### Особисті
- Володар «Срібного м'яча» Бразилії: 1980
- Найкращий бомбардир чемпіонату штату Гоїя: 1978 (31 гол), 1994 (25 голів)
- Найкращий бомбардир чемпіонату штату Ріу-Гранді-ду-Сул: 1980 (28 голів), 1981 (21 гол)
- Найкращий бомбардир чемпіонату штату Ріо-де-Жанейро: 1984 (12 голів)
- Найкращий бомбардир іспанської Сегунди: 1986-87 (34 голи)
- Найкращий бомбардир чемпіонату Іспанії: 1988-89 (35 голів)
- Найкращий бомбардир бразильської Серії Б: 1994 (11 голів)